# Comuna Hoholiv, Brovarî
Hoholiv (în ucraineană Гоголів) este o comună în raionul Brovarî, regiunea Kiev, Ucraina, formată din satele Hoholiv (reședința) și Zorea.

## Demografie
Componența lingvistică a comunei Hoholiv
     Ucraineană (97,61%)
     Rusă (2,06%)
     Alte limbi (0,1%)
Conform recensământului din 2001, majoritatea populației comunei Hoholiv era vorbitoare de ucraineană (97,61%), existând în minoritate și vorbitori de rusă (2,06%).